# Picrasma excelsa
Picrasma excelsa là một loài Picrasma thuộc họ Simaroubaceae. Loài này có ở Cuba, Cộng hòa Dominica, Haiti, Jamaica, Puerto Rico, Saint Vincent và Grenadines, và Venezuela. Chúng hiện đang bị đe dọa vì mất môi trường sống.